# Utricularia subulata
Utricularia subulata — вид рослин із родини пухирникових (Lentibulariaceae).

## Біоморфологічна характеристика
Це наземна трав'яниста рослина. Ризоїди та столони капілярні, нечисленні. Листки лінійні, 10–20 × ± 0.5 мм, 1-жилкові. Пастки дуже численні, кулясті чи яйцюваті, 0.2–0.5 мм, на ніжках, які трохи коротші від пастки; рот бічний, косий; верхня губа з 2 розгалуженими придатками. Суцвіття прямовисні, до 25 см. Частки чашечки нерівні, широко-яйцюваті, ± 1 мм завдовжки в період цвітіння, злегка приростають, нечітко 5-жилкові, верхівка тупа чи зрізана. Віночок жовтий, зазвичай 6–10 мм завдовжки, іноді зменшений (у клейстогамних квіток) до 2 мм; верхня губа широко-яйцювата, верхівка закруглена, в 2–3 рази довша від верхньої частки; нижня губа куляста в обрисі, глибоко 3-лопатева; шпорець шилоподібний, паралельний і ± дорівнює нижній губі або (у клейстогамних квіток) значно зменшений. Коробочка куляста, 1–1.5 мм завдовжки. Насіння численне, яйцювате, 0.2–0.24 мм завдовжки, поздовжньо смугасте.

## Поширення
Вид поширений в Африці (Ангола, Бенін, Буркіна-Фасо, Конго, Габон, Гана, Ліберія, Мадагаскар, Намібія, Нігерія, ПАР, Зімбабве), Північній і Південній Америці (Беліз, Болівія, Бразилія, Канада, Колумбія, Коста-Рика, Сальвадор, Французька Гвіана, Гватемала, Гаяна, Гондурас, Нікарагуа, Панама, Перу, Суринам, США, Уругвай, Венесуела), на півдні й південному сході Азії (Індія, Малайзія, Таїланд), в Австралії.
Зростає на піщаних і торф'яних берегах ставків і боліт.

## Використання
Вид перебуває в садівництві й торгується серед ентузіастів у невеликих масштабах.